# Pierre Miquel

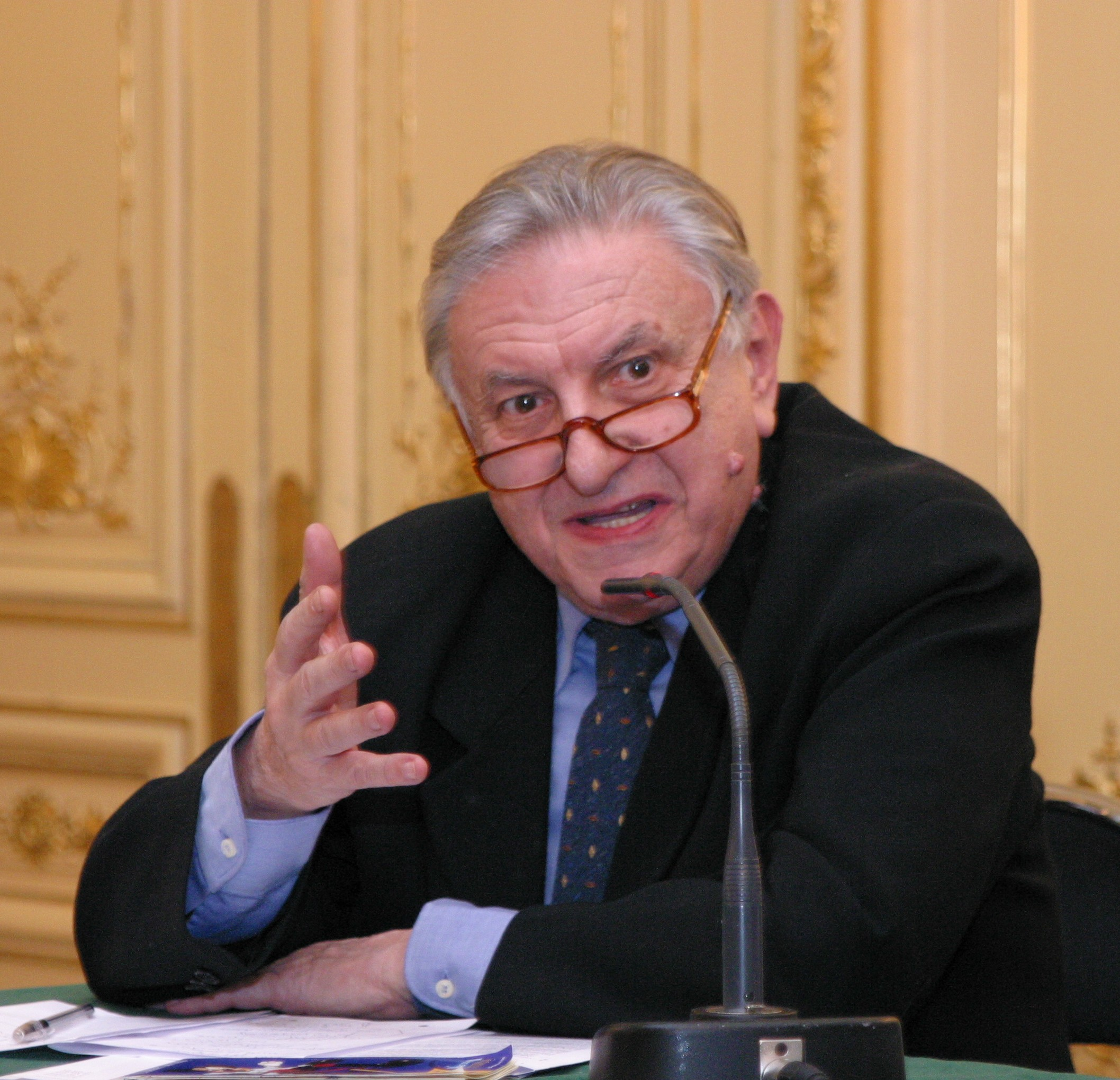
Pierre Miquel im Jahr 2003

Pierre Miquel, eigentlich Pierre Gabriel Roger Miquel (* 30. Juni 1930 in Montluçon, Département Allier; † 26. November 2007 in Boulogne-Billancourt, Département Hauts-de-Seine) war ein französischer Historiker und Autor.

## Leben und Werk
Pierre Miquel war Geschichtsprofessor an der Pariser Sorbonne und veröffentlichte über 100 Bücher. Mit dem Werk „Histoire de la France“, einem Abriss über die französische Geschichte, wurde er 1976 auch international bekannt. 2005 publizierte er auch in deutscher Sprache das Werk „Europas letzte Könige. Die Monarchien im 20. Jahrhundert“. Sein Buch Les Poilus. La France sacrifiée (Die Frontsoldaten: Das geopferte Frankreich) fand Aufnahme in der Reihe Terre humaine.

## Auszeichnungen und Ehrungen
- Prix de l’Académie Française
- Prix de l’Académie du Vernet
- Premier Grand Prix Gobert de l’Académie Française
- 1988 Prix Claude-Farrère für seinen Roman La lionne de Belfort
- 2005 Prix littéraire de l’armée de Terre – Erwan Bergot für Austerlitz
- Offizier der Ehrenlegion
- Kommandeur des Ordre national du Mérite
- Chevalier des Palmes académiques
- Kommandeur des Arts et des Lettres

## Schriften (Auswahl)
- Au temps des premiers chemins de fer. Hachette, Paris 1976, ISBN 2-01-000092-7.[1]
  - So lebten sie zur Zeit der ersten Eisenbahn. 1830–1860  Tessloff Verlag, Hamburg 1979, ISBN 3-7886-0826-9[2][1]
- Au temps des grandes découvertes. Hachette, Paris 1976, ISBN 2-01-001677-7.[1]
  - So lebten sie zur Zeit der großen Entdeckungen. 1450–1550. Tessloff Verlag, Hamburg 1979, ISBN 3-7886-0829-3[2][1]
- Au temps des prémieres automobiles. Hachette, Paris 1977, ISBN 2-01-002785-X.[3]
  - So lebten sie zur Zeit der ersten Automobile. 1900. Tessloff Verlag, Hamburg 1979, ISBN 3-7886-0828-5[3][2]
- Au temps des chevaliers et des châteaux forts. Hachette, Paris 1976, ISBN 2-01-000927-4.[4][2]
  - So lebten sie zur Zeit der Ritter und Burgen. 1250–1350. Tessloff Verlag, Hamburg 1999, ISBN 3-7886-0827-7[4][2]
- Au temps de Napoléon. 1795–1815. Hachette, Paris 1979, ISBN 2-01-004095-3.[3]
  - So lebten sie zur Zeit des großen Napoleon. 1795–1815. Tessloff Verlag, Hamburg 1980, ISBN 3-7886-0833-1[3][2]
- Au temps des guerres en dentelles. Hachette, Paris 1977, ISBN 2-01-002341-2.[5]
  - So lebten sie zur Zeit der großen Könige. 1715–1785. Tessloff Verlag, Hamburg 1980, ISBN 3-7886-0830-7.[5][2]
- Au temps de mousquetaires. Hachette, Paris 1978, ISBN 2-01-003676-X.[1][2]
  - So lebten sie zur Zeit der Musketiere 1610–1690. Tessloff Verlag, Hamburg 1981, ISBN 3-7886-0837-4.[1][2]
- Au temps des légionnaires romains. Hachette, Paris 1978, ISBN 2-253-02909-2.[6][2]
  - So lebten sie zur Zeit der römischen Legionäre. Tessloff Verlag, Hamburg 1981, ISBN 3-7886-0835-8,[6][2]
- Au temps des anciens Égyptiens. Hachette, Paris 1979, ISBN 2-01-004369-3.[4][2]
  - So lebten sie zur Zeit der Pharaonen. Tessloff Verlag, Hamburg 1982, ISBN 3-7886-0839-0.[4][2]
- Au temps de la Grèce ancienne. Hachette, Paris 1981, ISBN 2-01-004756-7.[4][2]
  - So lebten sie im alten Griechenland. Tessloff Verlag, Hamburg 1982, ISBN 3-7886-0840-4.[4][2]
- Les derniers rois de l’Europe. Laffont, Paris 1993, ISBN 2-221-07300-2.
  - Europas letzte Könige. Die Monarchien im 20. Jahrhundert. Patmos Verlag, Düsseldorf 2005, ISBN 3-491-96149-1.